# Vincent de Paul Kwanga Njubu
Vincent de Paul Kwanga Njubu (Budi, 24 januari 1956) is een Congolees rooms-katholiek geestelijke en bisschop.
Hij werd in 1985 tot priester gewijd in het bisdom Kongolo. Hij werd in 2005 benoemd tot bisschop van Manono in Congo-Kinshasa, als opvolger van Nestor Ngoy Katahwa die vijf jaar eerder was benoemd tot bisschop van Kolwezi.